# Edelmira Barreira
Edelmira Barreira Diz (Verín, Orense, 1978) es una política española del Partido Popular de Galicia.

## Biografía
Edelmira Barreira obtuvo la licenciatura en Ciencias Políticas y Administración en la Universidad de Santiago de Compostela. En febrero de 2017 fue nombrada por el presidente Mariano Rajoy para el puesto de "Comisionada del gobierno para el reto demográfico", con el fin de impulsar el crecimiento de la población en España. Ha sido senadora en las legislaturas XI y XII, renunció a su sillón en el Senado de España el 27 de enero de 2017.
Durante su carrera ha sido directora adjunta de la Asesoría del Grupo Parlamentario Popular en el Congreso,portavoz adjunta del Grupo Parlamentario Popular en el Senado, y directora adjunta del Gabinete de la Vicepresidencia del Gobierno entre 2017 y 2018.
Tras abandonar la política, en noviembre de 2019, pasó a formar parte del equipo de la consultora Thinking Heads, como consultora.